# Gore (groupe)
Pour les articles homonymes, voir Gore.
Gore est un groupe néerlandais de rock, originaire de Venlo. Formé en 1995, ils se séparent en 1997.
Gore est considéré comme un groupe fondateur et très influent. Leurs premières œuvres ont ouvert la voie à plusieurs sous-genres, tels que le sludge metal, le stoner rock et le drone metal. Les derniers Gore sont considérés comme des prédécesseurs du math rock,,.

## Histoire
Après le départ de Pieter de Swart (guitare) et Martin van Kleef (basse) de leur groupe Disgust, ils forment un nouveau groupe avec Danny Arnold Lommen (batterie) qui avait déjà joué avec Pandemonium. Très vite, van Kleef quitte le groupe et est remplacé par Rob Frey (basse) qui travaille sous le nom de plume Marij Hel. Pendant qu'il jouait dans Gore, Pieter de Swart a utilisé le pseudonyme de Pieter de Sury, et Danny Arnold Lommen a utilisé plusieurs variations de son nom, comme Danny A. Lome et Danny Arnold. L'arrivée de Frey dans le groupe peut être considérée comme le point de départ réel de Gore, et Frey est le seul membre du groupe des premiers jours à rester dans le groupe jusqu'à leur rupture finale en 1997.
En mars 1986, le premier album du groupe, Hart Gore,, est enregistré aux Tango Studios, à Eindhoven. Le disque est publié par le label néerlandais Eksakt Records. Hart Gore est enregistré en direct dans le studio, sans overdubs, ni enregistrements supplémentaires.
En avril 2018, Gore annonce une réunion avec Rob Frey, Johan van Reede et Bardo Koolen. En mars 2019, ils sortent l'album Revanche sur le label allemand Exile on Mainstream. L'album contient dix chansons du double CD de 1992 Lifelong Deadline, dont la production a été considérée comme un échec par le groupe. Les morceaux ont été en partie réenregistrés et remixés par Gore et Terry Date. Le groupe a joué une série de concerts en Allemagne, en Belgique et aux Pays-Bas en mars et avril 2019 et annonce d'autres concerts plus tard dans l'année.

## Style musical
Gore joue du punk hardcore avant-gardiste uniquement de manière instrumentale. Leur style musical était influencé par le heavy metal et la musique industrielle, combinant les moments les plus sombres et les plus lourds de Black Sabbath, Black Flag et Big Black.

## Discographie

### Albums studio
- 1986 : Hart Gore (Eksakt Records)
- 1987 : Mean Man´s Dream (Eksakt Records)
- 1987 : Gore / Henry Rollins Live (Eksakt Records)
- 1988 : Wrede (The Cruel Peace) (Megadisc Records)
- 1992 : Lifelong Deadline (Armageddon Records)
- 1997 : Mest 694'3 (Messback Music)
- 2019 : Revanche (Exile on Mainstream Records)

### EP
- 1996 : Gore & Henk: Voor Nu De Eeuwigheid (Messback Music)

### Compilations
- 1994 : In the Name of Evil Rotten and Gore (Messback Music, Cassette)
- 1997 : Slow Death (Messback Music, limité à 6 000 exemplaires)
- 2008 : Hart Gore / Mean Man´s Dream (Southern Lord Records)